# Commissariato della Dancalia
Il commissariato della Dancalia (o commissariato della Dancalia Meridionale/Danghela) era uno dei commissariati dell'Africa Orientale Italiana. Istituito nel 1904, faceva parte del Governo del governatorato dell'Eritrea. 

## Geografia
Il commissariato era bagnato a nord e ad est dal Mar Rosso, a sud confinava con la Somalia francese, a ovest con l'Etiopia e il commissariato dell'Acchelè Guzai. Comprendeva gran parte della Dancalia e le isole Dahlak; il territorio comprendeva una piccola piana costiera, i monti interni (Ramlu 1800 m) e alcune depressioni. 

## Residenze
Il commissariato comprendeva le seguenti residenze:
- residenza di Assab
  - vice residenza di Sardò
  - vice residenza di Sifani
- residenza di Thiò